# Elite Ice Hockey League
Az Elite Ice Hockey League (szponzori nevén a Viaplay Elite League) egy professzionális első osztályú jégkorongbajnokság az Egyesült Királyságban. A ligát 2003-ban alapították, A 2023-24-es szezonban 10 csapat alkotta Angliából, Skóciából, Walesből és Észak-Írországból egyaránt. A bajnokság rájátszásának győztese szerepel a következő Champions Hockey League szezon kiírásában.

## Története
A bajnokságot 2003-ban hozták létre az Ice Hockey Superleague megszűnése után.

## Lebonyolítás

### Alapszakasz
Az alapszakaszban 10 csapat vesz részt. Egy csapat 54 mérkőzést játszik, mindegyik csapattal 6-ot, 3-3 meccset otthon és idegenben.

### Rájátszás
A rájátszásba a 8 legtöbb pontot szerző csapat jut be. A sorozatokat két nyert meccsig játsszák. Az elődöntő két vesztes csapata külön sorozatot játszik a bronzéremért.
A rájátszás ágrajza:
|  | Negyeddöntők | Negyeddöntők | Negyeddöntők |  |  | Elődöntők | Elődöntők     | Elődöntők |  |  | Döntő | Döntő | Döntő |  |
|  |              |              |              |  |  |           |               |           |  |  |       |       |       |  |
|  |              |              |              |  |  |           |               |           |  |  |       |       |       |  |
|  |              |              |              |  |  |           |               |           |  |  |       |       |       |  |
|  |              |              |              |  |  |           |               |           |  |  |       |       |       |  |
|  |              |              |              |  |  |           |               |           |  |  |       |       |       |  |
|  |              |              |              |  |  |           |               |           |  |  |       |       |       |  |
|  |              |              |              |  |  |           |               |           |  |  |       |       |       |  |
|  |              |              |              |  |  |           |               |           |  |  |       |       |       |  |
|  |              |              |              |  |  |           |               |           |  |  |       |       |       |  |
|  |              |              |              |  |  |           |               |           |  |  |       |       |       |  |
|  |              |              |              |  |  |           |               |           |  |  |       |       |       |  |
|  |              |              |              |  |  |           |               |           |  |  |       |       |       |  |
|  |              |              |              |  |  |           |               |           |  |  |       |       |       |  |
|  |              |              |              |  |  |           |               |           |  |  |       |       |       |  |
|  |              |              |              |  |  |           |               |           |  |  |       |       |       |  |
|  |              |              |              |  |  |           |               |           |  |  |       |       |       |  |
|  |              |              |              |  |  |           | Bronzmérkőzés |           |  |  |       |       |       |  |
|  |              |              |              |  |  |           |               |           |  |  |       |       |       |  |
|  |              |              |              |  |  |           |               |           |  |  |       |       |       |  |
|  |              |              |              |  |  |           |               |           |  |  |       |       |       |  |
|  |              |              |              |  |  |           |               |           |  |  |       |       |       |  |
|  |              |              |              |  |  |           |               |           |  |  |       |       |       |  |

## Résztvevők

### Jelenlegi csapatok
| Csapat              | Város      | Tagország      | Jégcsarnok                  | Férőhely |
| ------------------- | ---------- | -------------- | --------------------------- | -------- |
| Belfast Giants      | Belfast    | Észak-Írország | SSE Arena Belfast           | 8 700    |
| Cardiff Devils      | Cardiff    | Wales          | Ice Arena Wales             | 3 088    |
| Coventry Blaze      | Coventry   | Anglia         | SkyDome Arena               | 3 000    |
| Dundee Stars        | Dundee     | Skócia         | Dundee Ice Arena            | 2 300    |
| Fife Flyers         | Kirkcaldy  | Skócia         | Fife Ice Arena              | 3 525    |
| Glasgow Clan        | Glasgow    | Skócia         | Braehead Arena              | 4 000    |
| Guildford Flames    | Guildford  | Anglia         | Guildford Spectrum          | 2 200    |
| Manchester Storm    | Manchester | Anglia         | Altrincham Ice Dome         | 2 400    |
| Nottingham Panthers | Nottingham | Anglia         | Motorpoint Arena Nottingham | 7 500    |
| Sheffield Steelers  | Sheffield  | Anglia         | Utilita Arena Sheffield     | 9 300    |

## Bajnokok
| Szezon    | Győztes                                        | Döntő végeredménye                             | Döntős                                         |
| --------- | ---------------------------------------------- | ---------------------------------------------- | ---------------------------------------------- |
| 2003–2004 | Sheffield Steelers                             | 2–1                                            | Nottingham Panthers                            |
| 2004–2005 | Coventry Blaze                                 | 2–1                                            | Nottingham Panthers                            |
| 2005–2006 | Newcastle Vipers                               | 2–1                                            | Sheffield Steelers                             |
| 2006–2007 | Nottingham Panthers                            | 2–1                                            | Cardiff Devils                                 |
| 2007–2008 | Sheffield Steelers                             | 2–0                                            | Coventry Blaze                                 |
| 2008–2009 | Sheffield Steelers                             | 2–0                                            | Nottingham Panthers                            |
| 2009–2010 | Belfast Giants                                 | 2–2 (1–0 B.U.)                                 | Cardiff Devils                                 |
| 2010–2011 | Nottingham Panthers                            | 5–4                                            | Cardiff Devils                                 |
| 2011–2012 | Nottingham Panthers                            | 2–0                                            | Cardiff Devils                                 |
| 2012–2013 | Nottingham Panthers                            | 3–2                                            | Belfast Giants                                 |
| 2013–2014 | Sheffield Steelers                             | 3–2                                            | Belfast Giants                                 |
| 2014–2015 | Coventry Blaze                                 | 4–2                                            | Sheffield Steelers                             |
| 2015–2016 | Nottingham Panthers                            | 2–0                                            | Coventry Blaze                                 |
| 2016–2017 | Sheffield Steelers                             | 6–5                                            | Cardiff Devils                                 |
| 2017–2018 | Cardiff Devils                                 | 3–1                                            | Sheffield Steelers                             |
| 2018–2019 | Cardiff Devils                                 | 2–1                                            | Belfast Giants                                 |
| 2019–2020 | A rájátszást a Covid19-járvány miatt törölték. | A rájátszást a Covid19-járvány miatt törölték. | A rájátszást a Covid19-járvány miatt törölték. |
| 2020–2021 | A szezon a Covid19-járvány miatt törölve lett. | A szezon a Covid19-járvány miatt törölve lett. | A szezon a Covid19-járvány miatt törölve lett. |
| 2021–2022 | Cardiff Devils                                 | 6–3                                            | Belfast Giants                                 |
| 2022-23   | Belfast Giants                                 | 4-1                                            | Cardiff Devils                                 |
| 2023-24   | Sheffield Steelers                             | 3-1                                            | Belfast Giants                                 |
| 2024-25   | Belfast Giants                                 | 4-0                                            | Cardiff Devils                                 |

## Nézettség
| Szezon  | Átlagos nézőszám | Helyezés | Legnézettebb csapat        |
| ------- | ---------------- | -------- | -------------------------- |
| 2021–22 | 2 885            | 4.       | Sheffield Steelers (6 693) |
| 2022–23 | 3 182            | 7.       | Sheffield Steelers (6 657) |
| 2023–24 | 3 479            | 7.       | Sheffield Steelers (7 636) |
| 2024–25 | 3608             | 7.       | Sheffield Steelers (7 938) |